# Helena André
Maria Helena dos Santos André, née le 29 octobre 1960 à Oeiras, est une femme politique portugaise membre du Parti socialiste (PS). Elle est ministre du Travail entre 2009 et 2011.

## Biographie

### Formation
Elle est diplômées en langues et littératures modernes de l'université de Lisbonne. En outre, elle a suivi des cours de langue auprès de l'Alliance française, de l'Institut Goethe et du British Council.

### Carrière syndicale
Elle entre ensuite à l'Union générale des travailleurs (UGT), où elle s'occupe des questions internationales entre 1981 et 1991. Elle rejoint ensuite la Confédération européenne des syndicats (CES), dont elle est secrétaire générale adjointe à partir de 2003.

### Ministre du Travail et députée
Le 28 octobre 2009, à la veille de ses 49 ans, Helena André est nommée ministre du Travail et de la Solidarité sociale dans le gouvernement minoritaire du Premier ministre socialiste José Sócrates. Elle est la deuxième femme à prendre la direction de ce ministère depuis la révolution des Œillets.
À la suite de la démission du gouvernement, elle est investie tête de liste du PS dans le district d'Aveiro pour les élections législatives anticipées du 5 juin 2011. Elle est remplacée, seize jours après le scrutin, par Álvaro Santos Pereira, ministre de l'Économie et de l'Emploi, et Pedro Mota Soares, ministre de la Solidarité.